# Lucas Persson
Lucas Persson (Eslöv, 16 maart 1984) is een Zweedse wielrenner. Hij reed vanaf 2003 voor het Deense team CK Kronborg Pro. In 2007 stapte hij over naar de continentale wielerploeg van Unibet.com, en op 1 augustus van dat jaar ging hij als stagiair rijden bij het professionele team van Unibet.com. In 2008 bleef hij bij de opvolger van Unibet.com, Cycle-Collstrop.
Hij is de tweelingbroer van Dennis Persson, eveneens wielrenner.

## Overwinningen
- 2007: 2e rit in de Triptyque Ardennais (België)
- 2007: 1e rit en eindzege in de Spar Arden Challenge (België)
- 2007: Vårgårda GP (Zweden) (= 4e rit in de Scandinavian Week)